# Ralentisseur Zeeman

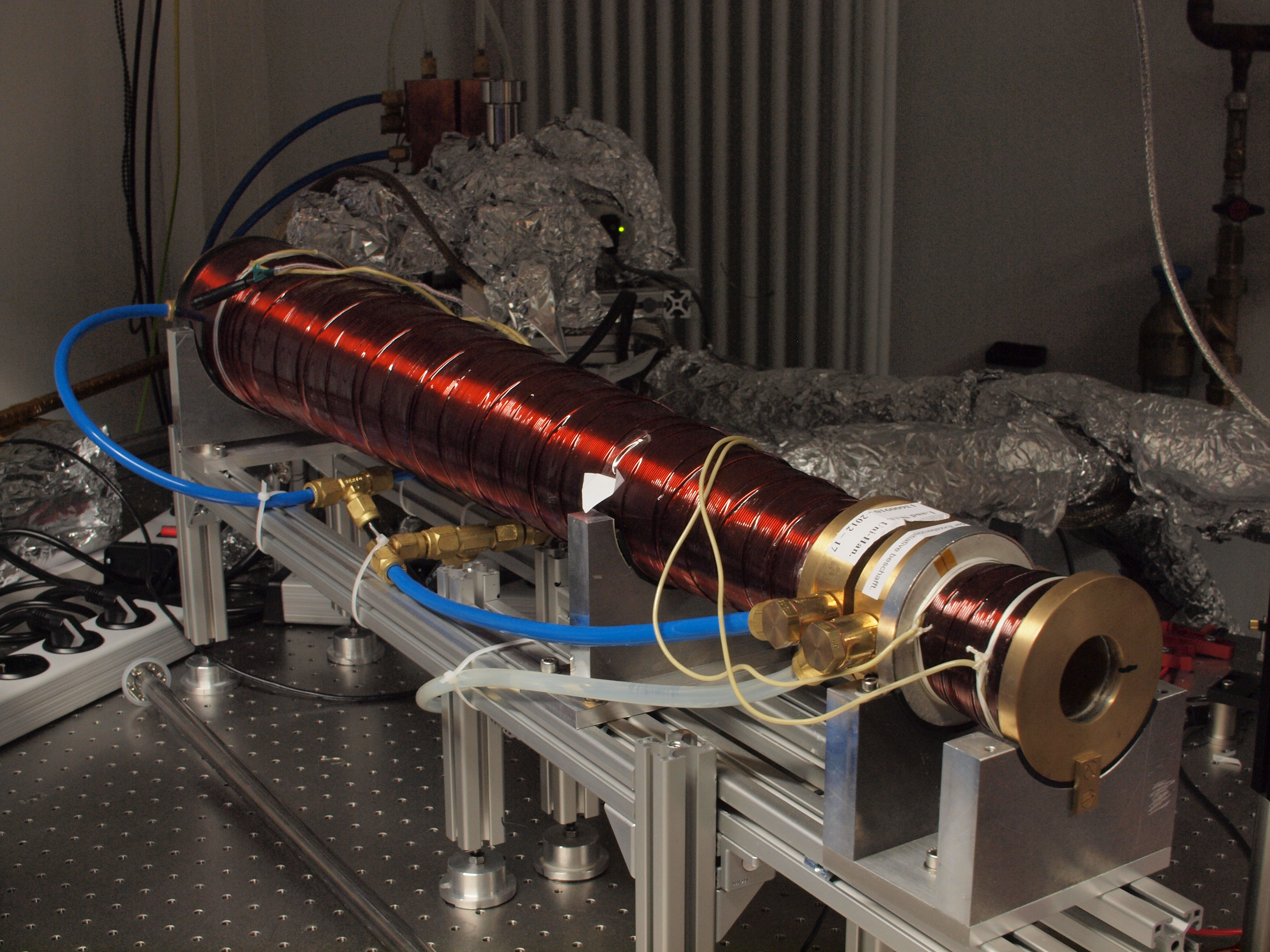
Ralentisseur Zeeman.

Un ralentisseur Zeeman est un dispositif expérimental qui permet de refroidir des atomes jusqu'à une température de quelques kelvins. Il a été inventé par William D. Phillips, à qui l'on a remis pour cela le prix Nobel de physique en 1997 ainsi qu'à Steven Chu et Claude Cohen-Tannoudji "pour le développement de méthodes pour refroidir et piéger des atomes à l'aide de lumière laser". Il se compose d'un solénoïde ainsi que d'un laser de pompe. Le diamètre du solénoïde est variable et est conçu de manière que le laser soit toujours résonnant avec les atomes qui y entrent avec une certaine vitesse (il s'agit par exemple d'atomes sortant d'un four). La réalisation de basses température grâce au ralentisseur Zeeman fut l'un des éléments qui permit la réalisation expérimentale de condensats de Bose-Einstein.

## Principe
Avec les techniques de refroidissement Doppler, un atome modélisé par un système à deux niveaux peut être refroidi en utilisant un laser. Considérons un atome se déplaçant dans une direction, et rencontrant un faisceau laser contrapropageant résonnant avec sa transition. L'atome va donc absorber un photon issu du laser ; par conséquent, sa vitesse va diminuer par conservation de la quantité de mouvement, et il va passer dans l'état excité. Cependant l'état excité n'est pas stable, donc après un certain temps (38 µs pour la transition D2 du rubidium par exemple) le photon va être réémis, mais sa direction sera aléatoire. L'atome voit de nouveau sa quantité de mouvement augmenter. En moyennant sur un grand nombre de réalisations de ce processus, on remarque que la variation de quantité de mouvement lors de l'absorption du photon est toujours la même (car la source de photons est monodirectionnelle), alors que la variation de quantité de mouvement lors de l'émission du photon a une moyenne nulle à cause de la direction aléatoire d'émission. L'atome est ainsi effectivement ralenti par le laser.
Cependant ce système n'est pas suffisant pour ralentir des atomes sortant d'un four, à cause de l'effet Doppler. En effet, la résonance de la transition atomique est assez étroite (de l'ordre de quelques mégahertz), et après quelques cycles d'absorption et émission de photon, l'atome a ralenti de telle sorte que le faisceau pompe n'est plus résonnant car sa fréquence s'est décalée vers le rouge dans le référentiel de l'atome. Le ralentisseur Zeeman permet de pallier ce problème en utilisant le fait qu'un champ magnétique peut modifier la fréquence de transition d'un atome grâce à l'effet Zeeman.
Lorsque l'atome ralentit, la fréquence du laser apparaît comme trop faible. Un champ magnétique est nécessaire pour rapprocher les niveaux d'énergie de l'atome. Si l'on dispose d'un solénoïde avec un nombre de tours par unité de longueur et une intensité constants, on peut augmenter l'intensité du champ magnétique en en diminuant le diamètre. Ainsi, proche de la sortie du four où les atomes sont résonnants avec le laser, le diamètre doit être grand, et proche de la sortie du solénoïde où les atomes ont été fortement ralentis, il doit être plus petit. Le choix exact de la variation du diamètre est le résultat d'un étude précise de la variation de la vitesse de l'atome en fonction du champ magnétique appliqué.

## Atomes sortants
Le ralentisseur Zeeman est souvent utilisé comme une étape préliminaire du refroidissement des atomes, précédent le chargement d'un nuage d'atomes dans un piège magnéto-optique, où il sera sous la forme d'une mélasse optique. Par conséquent, le ralentisseur a pour but de ralentir les atomes jusqu'à une vitesse de l'ordre de 10m/s, vitesse à laquelle il est peu probable qu'ils s'échappent du piège suivant. La vitesse finale des atomes est un compromis entre le taux de transfert maximal qu'on puisse avoir entre le ralentisseur et le piège magnéto-optique et la difficulté technique de réaliser de gros ralentisseurs Zeeman.
Une des limitations du système est par exemple le réchauffement transverse du faisceau d'atomes. En effet, d'après l'explication ci-dessus, en moyenne la vitesse transverse est nulle. Cependant, l'atome, en réémettant des photons dans des directions aléatoires, suit un mouvement brownien dont on peut étudier les fluctuations. Cette dispersion des vitesses transverses doit être prise en compte pour le chargement dans le piège suivant.

## Variantes de conception
D'autres dispositifs fondés sur l'original de Bill Phillips ont été imaginés, par exemple utilisant des aimants permanents plutôt que des bobines.